# The Hood (personaje)
The Hood (Parker Robbins) (Español: La Capucha) es un supervillano y antihéroe de cómic ficticio que aparece en publicaciones de la editorial estadounidense Marvel Comics. Creado por el escritor Brian K. Vaughan, y los artistas Kyle Hotz y Eric Powell, el personaje fue presentado en su propia serie limitada homónima, que comenzó con Hood #1 (julio de 2002). Robbins era originalmente un delincuente menor, hasta que se encontró con un demonio Nisanti, al que derrotó y le robó la capucha y las botas, ganando superpoderes en el proceso, como la levitación y la invisibilidad. Como The Hood, se convirtió en una figura muy conocida en el inframundo criminal de la ciudad de Nueva York y, finalmente, formó su propio sindicato del crimen.
Anthony Ramos interpretará a Hood en la serie del Universo cinematográfico de Marvel Ironheart (2025), para el servicio de streaming Disney+.

## Historial de publicaciones
Creado por el escritor Brian K. Vaughan y los artistas Kyle Hotz y Eric Powell, Hood apareció por primera vez en su propia serie limitada homónima MAX en 2002, que presentó su origen, como un personaje que posee una capa y botas robadas de un demonio Nisanti, que le otorgan invisibilidad y capacidad de levitación limitada, respectivamente.
The Hood apareció a continuación en la miniserie de 2006 Beyond!, una miniserie ambientada en el espacio exterior, que hizo que el personaje cambiara hacia una posición un poco más antiheroica, en lugar de una villana.
Brian Michael Bendis declaró en una entrevista de 2007 en Newsarama que dentro de las páginas de New Avengers, Parker Robbins se volvería similar trato a Vito Corleone en El Padrino II. Bendis dice que «... como Sentry y Echo, Hood es una de estas excelentes creaciones nuevas que nadie más estaba tocando, y así es como se quedan en el camino».
Confirmando la declaración y haciendo que Parker volviera a sus raíces de villano, una historia de 'Nuevos Vengadores' de 2007 hizo que Parker se convirtiera en «el 'padrino' de todos los supervillanos», principalmente debido al hecho de que Civil War evitó que cualquier héroe lo detuviera. Aunque los Nuevos Vengadores derrotaron a la nueva pandilla de supercriminales de Hood, él los liberó, solo para ser derrotado una vez más.
Después de Secret Invasion de 2008, The Hood tiene un papel más destacado, como parte de la Camarilla, y aparece en su propia serie limitada vinculada, Dark Reign: The Hood, escrito por Jeff Parker.
Desde que Bendis obtuvo el control del personaje, no ha aparecido con sus botas y el demonio Nisanti; un vínculo con la serie Runaways de Vaughn, se reveló como un disfraz para el némesis del Doctor Strange, Dormammu.

## Biografía del personaje ficticio

### Origen
El padre de Parker Robbins trabajó de cerca con Kingpin y tuvo una relación saludable con su hijo mientras crecía. Cuando era niño, Parker fue testigo de una batalla entre Daredevil y Electro, que tendría un profundo efecto en su juventud. Después de la muerte de su padre, la madre de Parker entró en un estado casi vegetativo y fue hospitalizada. Profundamente preocupado, Parker pronto se dedicó a la delincuencia y le mentía a su madre sobre los trabajos que había encontrado durante sus visitas. La naturaleza bien intencionada de Parker se yuxtaponía con sus formas de mujeriego y ladrón, como cuidar de su novia embarazada Sara, mientras visitaba a una prostituta.
Una noche, el primo y mejor amigo de Parker John King, un alcohólico en recuperación y ladrón, le cuenta sobre un trabajo en un almacén que se dice que alberga bienes valiosos. Parker acepta el trabajo y acompaña a John al almacén, donde se topan con un ritual místico abandonado, lo que resulta en un encuentro con un demonio Nisanti. Parker dispara al demonio, aparentemente matándolo, y le roba la capucha y las botas, no queriendo irse con las manos vacías. Después de tirar su arma en un contenedor de basura, Parker se encuentra con una pandilla que quiere las botas que le había robado a un agente de HYDRA antes de ir al almacén. Lanzando las botas a la pandilla, huye y se pone las botas del demonio, aprendiendo de sus poderes de levitación.
Más tarde, Parker comparte su descubrimiento con John y decide probarse la capa también, y descubre que le permite volverse invisible mientras contiene la respiración. Después de usar sus nuevos poderes para cometer pequeños robos, Parker accede a ayudar a John a robar un cargamento de diamantes de sangre. Los diamantes pertenecen al jefe del crimen Dennis Golembuski (también conocido como Golem), quien contrató a Constrictor, Jack O'Lantern, Shocker, y Madame Rapier para protegerlos. Sin embargo, Parker los domina y roba la mitad del envío. Después de reunirse con John, la pareja se enfrenta a dos oficiales de policía. Parker le dispara a un oficial y John golpea al otro con un golpe en la nuca. El oficial disparado por Robbins luego cae en coma y finalmente muere. Mientras John se queda atrás para asumir la culpa, Parker huye y las autoridades lo apodan «el Hood» mientras se ofrece una recompensa por su cabeza.
Perseguido por el Golem, la policía y dos agentes del FBI, Hood trama un plan para sacar a John de prisión. Intenta empear los diamantes para pagar los honorarios del abogado de John, pero se encuentra con el Shocker. Después de derrotarlo, se entera de Golem y Rapier, y dice que devolverá los diamantes a cambio de una tarifa de devolución. Golem acepta y envía a Rapier with the Hood con instrucciones secretas para matar a Parker después de que se hizo el trato. Sin embargo, sabiendo que es una trampa, Hood compra una capa similar y se la da a Rapier en el momento en que se enfrenta al FBI, lo que hace que la confundan con Hood y la maten a tiros. Luego les da los diamantes a los ejecutores que aún viven para que se los entreguen a Golem, creyendo que esto terminará con el conflicto entre ellos, y también les dice que informen a su empleador de las consecuencias de meterse con él. Mientras tanto, creyendo que Hood ha sido asesinado, el FBI cierra el caso y libera a John después de que testifique ante el tribunal.
Parker luego visita a su madre y le dice que comenzará a ayudar a las personas y a enorgullecerla. En otra parte, el Golem recibe los diamantes y el mensaje de Hood, y jura que nada terminó entre ellos. La esposa del policía al que disparó Hood, que murió en coma, jura vengarlo como White Fang, ya que no cree que Hood esté muerto. También se muestra que el demonio Nisanti resucitó, gracias a que John gritó su nombre durante el intento de robo, y se prepara para rastrear a Hood.

### Beyond!
Junto a Spider-Man, Venom, Gravedad, Medusa, Hank Pym, la Avispa, Kraven el Cazador, y Ave de Fuego, Hood se ve transportado al Battleworld reconstruido. Mientras están en tránsito, se les dice que un vencedor tendrá un deseo concedido por el Beyonder, en caso de que los otros combatientes mueran. Hood intenta sacar provecho de esto usando su invisibilidad para lanzar un ataque furtivo contra los héroes y villanos reunidos, pero Kraven lo golpea usando su sentido del olfato mejorado. Durante la confusión del ataque de Hood, Venom logra empalar a Spider-Man en el pecho.
Aterrizando en Battleworld y perdiendo el cuerpo de Spider-Man, el grupo se encuentra con Deathlok, quien los ayuda en la batalla contra Dragon Man. Después de la batalla, Hood sigue a Kraven cuando este último se encuentra con Spider-Man, que tiene una herida abierta en el pecho pero aún está vivo. Después de que Kraven se va, Hood se revela y le dispara a Spider-Man en las rodillas.
Hood lleva a Spider-Man al campamento y lo obliga a revelarse como el fantasma espacial original. Después de luchar contra Space Phantom, Hood acompaña al grupo al Limbo para esperar a que aparezca Space Phantom cuando elija su próximo objetivo para la suplantación. En Limbo, Venom destruye el portal en Battleworld, reclamando la victoria y el vínculo entre Hood y Gravity.
Usando el Space Phantom para regresar a Battleworld, el grupo se enfrenta a Venom y se da cuenta de que Uatu the Watcher está allí. Pym dispara al grupo, aparentemente matándolos a todos, para sacar al Beyonder. En verdad, este es el Extraño, quien es engañado por Pym reduciendo a todo el grupo. Luego, Hood ataca al Extraño junto con los otros combatientes, antes de que el Extraño se vaya.
Con Battleworld derrumbándose ya que la voluntad de Stranger ya no lo mantiene unido, Hood y los demás escapan, pero no antes de que Gravity sacrifique su vida para salvar al grupo. Mientras está en la Tierra, asiste al funeral de Gravity con Sara. Algún tiempo después de esto, Sara da a luz a su hijo. Gravity vuelve a la vida poco tiempo después.

### El imperio criminal de Hood
Hood comienza su búsqueda para convertirse en el Kingpin de todos los supervillanos en Nueva York al invitar a un gran contingente de villanos a una reunión en la que les da a cada uno $ 25,000 de capital inicial, en parte para ganar su confianza y en parte para comprar su lealtad. Les promete mucho más de donde vino eso si se unen a él para crear un nuevo imperio criminal con Robbins a la cabeza y John King como su lugarteniente. Parker usa la capa, pero sus botas no se usan en el arco.
La pandilla de Hood incluye a Puzzle, quien había sido atacado y golpeado por Tigra en un robo anterior. Para demostrar su valía ante los supervillanos reunidos, Hood busca y golpea brutalmente a Tigra, amenazando la vida de su madre como advertencia, mientras Jigsaw filma el ataque.
En la fiesta posterior, Chemistro informa a Hood de un complot de Búho para vender Deathlok, que robó de S.H.I.E.L.D., a los más altos licitador. Como Owl no ha obtenido el permiso de su nuevo sindicato del crimen, The Hood decide colarse en la subasta. Sin esfuerzo embosca y despacha al Búho enviando a Madame Máscara, el Crimson Cowl, el Mago y el Doctor Jonas Harrow como apoderados.
John King y Hood vuelven a reunirse en la trastienda de un bar ruinoso, donde se enfrentan a un Wolverine curioso, que escucha por casualidad sus planes para llevar a Deathlok a través del vestíbulo de la Torre de los Vengadores. Cubriendo la retirada de King, Hood logra dispararle a Wolverine en la entrepierna antes de asumir la forma del demonio Nisanti que originalmente era dueño de su equipo, lo que le permitió dominar al mutante y escapar.
Chemistro sugiere que cambien su plan y en su lugar usen Deathlok para robar un banco de la reserva federal en Nueva Jersey, viéndolo como una empresa más rentable que un ataque suicida a la Torre de los Vengadores. El robo tiene éxito y les reporta más de 12,7 millones de dólares estadounidenses, aunque Deathlok se destruye en el proceso. Mientras el grupo celebra su victoria, Luke Cage atraviesa la pared de su base seguido de cerca por casi toda la población de la comunidad de superhéroes de Nueva York, incluidos los Los Nuevos Vengadores, Los Poderosos Vengadores, los Cuatro Fantásticos (incluyendo Storm y Black Panther), Howard el pato, Punisher, los Defensores, Silver Surfer y Thor. Sin embargo, estos superhéroes resultan ser ilusiones, ya que solo los Nuevos Vengadores están realmente presentes. En la batalla que sigue, Doctor Strange parece desterrar a Robbins usando un hechizo anti-demonio, mientras que el resto del sindicato es derrotado.
The Hood aparece junto a Turk Barrett. Estudia una pelea entre Daredevil y una banda de matones callejeros, después de que Turk traiciona a Mister Fear para mostrar su lealtad al nuevo imperio criminal de Hood. El Hood es luego mencionado por su nombre cuando los Enforcers, que están trabajando para el Señor Miedo, son emboscados por Wrecker y Razor Fist que trabajan para Hood.
Más tarde, después de que algunos de los sindicatos de Robbins son capturados por S.H.I.E.L.D., Robbins reaparece y los libera. Dirige a Wrecker y a otros en un alboroto a través de la Balsa, jurando vengarse de los Nuevos Vengadores. Después de interrogar a Tigra para conocer su ubicación, Hood lidera su sindicato contra los Nuevos Vengadores, usando los poderes mágicos de su capucha y capa para ver a través de las ilusiones que defienden el Sanctum Sanctorum. En la batalla que siguió, Hood hiere fatalmente al Doctor Strange antes de ser empujado a un lado por Wong, y casi le vuela la cabeza a Iron Fist antes de ser interceptado por una Tigra vengativa. The Hood, junto con los Nuevos Vengadores y su sindicato, es derribado por el hechizo paralizante del Doctor Strange, pero logra escapar de los agentes de S.H.I.E.L.D.. Posteriormente, se ve a Robbins hablando con una figura invisible, exclamando: «Ahora sé cómo vencerlos».

### Invasión secreta
Durante varios flashbacks en la historia de Invasión Secreta, se revela que los Skrulls han estado tratando de infiltrarse en la organización de Hood. Skrulls disfrazados de agentes de S.H.I.E.L.D. intentan reemplazar a Madame Máscara, pero Hood la rescata. Durante el interrogatorio del Skrull sobreviviente, el Doctor Demonicus convence a Hood de usar su poder para escanear a los villanos circundantes. Se descubre que Slug es un Skrull disfrazado. Hood le dispara y lo mata con los otros villanos preguntándose cuánto tiempo estuvo Skrull haciéndose pasar por Slug. Más tarde, por sí mismo, Hood descubre que su poder proviene de la entidad mística Dormammu.
Se ve a Hood viendo la cobertura en vivo de la Invasión Skrull en la televisión en Brooklyn con el Mago, Madame Máscara, Hermanos Sangre, John King y Bulldozer. Decide reunir a todos para luchar contra los Skrulls, a pesar de las objeciones de Chemistro de que deberían «dejar que los héroes y los alienígenas se maten entre sí». A pesar de las protestas, Hood razona que si los Skrulls destruyeran el mundo tal como lo conocen, sería malo para el negocio. Luego instruye a Mago, Madame Máscara, los Hermanos Sangre, John King y Bulldozer para que reúnan a todos para el ataque. El grupo de Capucha se une a una colección suelta de héroes con superpoderes en medio de Central Park con la ayuda de Electro, Lightmaster, Merodeador Enmascarado y Quemador. Como uno, atacan a una fuerza Skrull. Cuando termina la batalla, todos los villanos vuelven a esconderse. Más tarde se ve a Capucha reuniéndose con Namor, Doctor Doom, Emma Frost, Loki y Norman Osborn.

### Reinado Oscuro
Después de los eventos de Invasión Secreta, la primera reunión del grupo se muestra al comienzo de la historia Dark Reign. Norman Osborn habla con Namor, Emma Frost, Doctor Doom, Loki y Hood sobre sus planes para el nuevo orden mundial. Cuando Hood entra, Emma lee su mente solo para hacerlo enojar. Él la amenaza con un arma y le dice que no se meta en su cabeza y que no sabe con quién se está metiendo. En respuesta, Emma lo obliga telepáticamente a ponerse su propia arma en la boca, para diversión de Namor. Osborn ofrece la solidaridad de la camarilla y los recursos para lograr sus propias agendas. A cambio, Osborn solicita su apoyo/registro público, así como su cooperación para cumplir con cualquier solicitud que pueda tener de ellos.
Para evitar que los Nuevos Vengadores embosquen a los Vengadores Oscuros, Norman Osborn le da órdenes a Capucha para que su sindicato del crimen mantenga alejados a los Nuevos Vengadores. Mientras se muestra a Espantapájaros recibiendo un golpe del escudo del segundo Capitán América, Ms. Marvel canaliza los poderes de Spider-Woman para aturdir a los villanos, permitiendo que los Nuevos Vengadores escapen.
Después de que Punisher intenta asesinar a Osborn (fallando debido a la intervención de Sentry), Osborn le pide a Capucha que lo persiga. Hood envía a Grizzly para derrotar a Punisher. Después de que Grizzly es derrotado, Capucha obliga a un Microchip revivido de alguna manera para ayudar a matar a Punisher. Hood usa los poderes de Dormammu para resucitar a los villanos que fueron asesinados por Azote del Inframundo (Basilisk, Bird-Man, Black Abbot, Blue Streak, Cheetah, Cyclone, Death Adder, Firebrand, Hijacker, Mosca Humana, Letha, Megatak, Mind-Wave, Hombre Milagro, Mirage, Titania, Turner D. Century y Wraith) para formar un escuadrón que lo ayudará a derrotar a Punisher. Luego, Capucha les explica a los villanos resucitados cuánto ha sucedido desde su muerte a manos de Azote del Inframundo. Él les dice que Punisher actuó como Azote y que deben aprovechar la oportunidad para matar a Punisher como Deadly Dozen antes de que el hechizo que los ha revivido desaparezca. Hood luego hace que Death Adder y Basilisco capturen a la familia de G.W. Bridge y los mantengan como rehenes para que G.W. pueda decirles dónde está Punisher. Cuando está en una misión de exploración en nombre de Capucha, Wraith recibe un disparo de una flecha lanzada por Punisher. Al encontrarse con las ilusiones de su familia muerta, Punisher se encuentra con Hood, quien dice que revivirá a su familia a cambio de su rendición. Punisher declina y escapa de Hood. Durante la pelea de Punisher con Mosca Humana, aparecen los Vengadores fuera de lugar y fuera del tiempo y evitan que Punisher mate a Mosca Humana, quien es recuperado por Bird-Man. Después de evadir a los Vengadores, Punisher lucha contra ellos nuevamente y descubre que el Capitán América es en realidad Mirage disfrazado, mientras que se revela que Mind-Wave se hizo pasar por Iron Man. Cheetah (cuando se hace pasar por Bestia) muere en la pelea. Mind-Wave muere cuando explota una granada cercana. Norman Osborn luego regaña a Capucha por hacer que los villanos revividos se hagan pasar por los Vengadores en su lucha contra Punisher. Hood le dice a Norman que no vuelva a llamarlo gritando. Al enterarse de que Cyclone y Hombre Milagro se escaparon, Letha hace que Microchip les advierta que si no regresan, ella matará a sus seres queridos vivos. Mientras Lascivious y Letha acompañan a Mosca Humana para atacar a Punisher, Microchip envía a Megatak a atacar al hacker aliado de Punisher, Henry. Mientras Hood tiene los ataúdes de la familia de Punisher desenterrados, Hijacker persigue a Punisher en su tanque. Punisher luego usa partículas Pym para encogerse y entrar al tanque. Después de tomar el control del tanque, Punisher lo estrella contra el edificio donde Basilisco sostiene el puente G.W. y usa los gases en Basilisco. Capucha logra orquestar la captura de Punisher y lo lleva a donde está reviviendo a su familia. Para comenzar el ritual, Hood hace que Microchip le dispare a G.W. Bridge en la cabeza. Punisher se niega a aceptar esto y obliga a Firebrand a quemarlos vivos. Punisher luego dispara a Firebrand en la nuca.
Hood también aprende de Black Talon del virus zombie e intenta obtenerlo por sí mismo. Dormammu parece, a través de su enlace, reconocer esto. Dormammu, aunque conoce su naturaleza letal que consume universos enteros y la casi certeza de que sería «malo para el negocio», insiste en que Parker lo use para devastar el planeta y ascender allí, aparentemente sin preocuparse por la infección por sí mismo (posiblemente debido a que su forma está compuesta de pura energía faltiniana y su considerable destreza mágica). A pesar de las quejas de su asesor de que el virus es demasiado peligroso, Hood y sus subordinados, Night Shift, se reúnen con Black Talon en la isla caribeña de Taino para obtener el zombi Deadpool, solo para ver que la situación rápidamente se sale de control cuando el virus zombie se propaga por el aire e infecta a toda la isla. Aparentemente abandonado por Dormammu y ahora temeroso de los zombis, Hood es capturado y pronto se alía con los Hijos de la Medianoche (quienes han sido enviados por A.R.M.O.R. para contener el virus) para escapar de la isla. Después de ver a Hombre Cosa aparentemente morir por el zombi Deadpool y la zombificación del miembro de los Hijos de la Medianoche, Hombre Lobo, Hood, Morbius y Daimon Hellstrom se enfrentan a un Night Shift zombificado y hambriento. Cuando Morbius está a punto de convocar un ataque nuclear, Jennifer Kale reaparece, empoderada por Dormammu, aunque su poder pronto es exorcizado de ella. Kale y Black Talon luego confinan el virus zombie dentro del Zombie. Sus poderes regresaron, Capucha se teletransporta con el curado, pero aún no muerto, Night Shift.
Norman Osborn más tarde contrata a Hood para ayudar a Taskmaster a dirigir Camp H.A.M.M.E.R. para que Norman Osborn pueda entrenar a los Vengadores Oscuros del mañana. Capucha luego mata a Vampiro, quien no ha sido sutil en un doble asesinato sobre algunas prostitutas que recogió en una parada de camiones. Capucha ayuda a Norman Osborn a capturar a Night Thrasher, y le hace un trato que consiste en resucitar a su hermano Dwayne Taylor. Cuando Pesadilla se apodera de Trauma en el cuerpo de Hood, Hood se ve afectado por los poderes de Trauma y se ve a sí mismo matando a Sara y a su hija Bree. Después de que Pesadilla es expulsado del cuerpo de Trauma, Capucha termina descartando a Penance y Trauma de la Iniciativa.
Más tarde, Hood tuvo su encuentro con Enforcer II, quien activó un amuleto que disfrazó a una criatura que se alimentaba de energías demoníacas que luego se aferran a la cara de Hood. Enforcer II logró escapar mientras Capucha jura venganza.
Hood luego marca a Babu Marzouk con la ayuda de Madame Máscara. Se materializó para salvar a sus aliados criminales matando a tiros a los guardias armados. Dormammu luego se burló de Hood hablando a través de los cadáveres. Más tarde, Hood le dijo a su grupo de supervillanos lo que quería y luego se fue a la cama con Madame Máscara. Después de su visita a la casa de su novia Sara, Capucha fue atacado por White Fang. White Fang casi mata a Capucha a golpes hasta que Dormammu se hizo cargo y casi mata a White Fang. Hood se retiró a su escondite y le contó a John King lo que había sucedido. Hood luego fue con su madre a ver a Sara donde conoce a Satana. Mientras Hood se reúne con Satana para aprender más sobre Dormammu y Nisanti, se entera de que Dormammu lo había atacado desde el principio. John King, Grifo, Martinete y Quemador son atrapados en el bar por Force y la policía de Nueva York. Capucha usa sus conexiones con Norman Osborn para «transferir» a los villanos de la prisión. Controlador le da en secreto a White Fang un nuevo traje para usar en su próxima pelea con Capucha. Más tarde, Hood llevó a Sara y Bree a una casa de seguridad que compró antes de irse a hablar un poco más con Satana. Más tarde, Capucha le dio a Controlador algo de tecnología antes de reunirse con su pandilla. Cuando su Sindicato del Crimen se prepara para robar un barco, Squid y Man-Fish se dirigen al agua para asegurarlo. Mientras su Sindicato del Crimen lucha contra Fuerza y la policía de Nueva York, Hood es atacado por White Fang. Después de una pelea con White Fang, John King le dijo a Capucha que Controlador estaba sembrando discordia entre su Sindicato del Crimen. Dormammu luego posee a la hija pequeña de Hood y se burla de Hood. Durante la lucha contra Fuerza y White Fang, Controlador prende fuego a la capa de Hood para evitar que llame a Dormammu. Los poderes de Dormammu luego inundaron a Hood, quien luego empuja a Controlador a un lado, derrota a Fuerza y hace que White Fang renuncie a su venganza contra él. Satana luego habla con Hood y le informa que Dormammu ya está atado a él y que la capa ahora es una ficha.
Más tarde, Hood comienza una guerra de pandillas con Señor Negativo después de que corrompe a White Dragon (que ha sido enviado para recopilar información sobre el grupo de Señor Negativo), lo que hace que Hood mate a White Dragon II. Un flashback ha llevado a Señor Negativo a corromper a White Dragon II y liderar el ataque a la sede de Hood. El Sindicato del Crimen de Hood termina luchando contra Spider-Man (que ha sido corrompido por Señor Negativo) y los secuaces de Señor Negativo. Después del ataque de Spider-Man a su cuartel general, Hood se enfrenta a Señor Negativo en su cuartel general de Chinatown. Señor Negativo intenta corromper a Hood a su lado, pero falla. Aunque gana la partida, Negativo escapa y Hood se ve obligado a retroceder cuando Osborn deja caer el sello de H.A.M.M.E.R. de Chinatown y amenaza con enviar a sus Vengadores. Capucha actualmente no sabe que Mancha es un topo en su sindicato para Señor Negativo.
Dormammu empodera a Hood con suficiente magia para encontrar y matar al Doctor Strange, de modo que Parker pueda convertirse en el nuevo Hechicero Supremo. Capucha se acerca a Strange, mientras habla con Wiccan de los Jóvenes Vengadores. Mientras pelean, Strange le dice a Capucha que las promesas de Dormammu están vacías, al igual que todos los demás demonios, pero Parker lo ignora y los ataca a ambos. Después de que interviene Wiccan, Strange y Billy se escapan y Parker se va a casa. Mientras está allí, sufre un colapso e intenta arrancarse la capa, pero descubre que no puede. Aparece Madame Máscara, queriendo saber qué está pasando. Madame Máscara promete ayudarlo, se quita la máscara y se besan. Desconocido para ellos, Dormammu observa desde un espejo. Más tarde, Parker va y ataca a Daimon Hellstrom, el Hijo de Satanás. Más tarde lucha contra el Doctor Strange y los Nuevos Vengadores hasta que llega el Hermano Vudú (que se ha convertido en el nuevo Hechicero Supremo). Dormammu luego se manifiesta a través de Parker, pero es exorcizado. Parker queda gravemente quemado y despojado de su capucha. En un hospital, Loki se le acerca ofreciéndole una segunda oportunidad, la cual acepta.
Luego, Loki lo lleva a él y a Madame Máscara a Cuba y le presenta las Piedras Norn, que le devuelven sus poderes. Hood y Madame Máscara regresan y se enteran por John King de que el doctor Jonas Harrow y el resto de la pandilla se enteraron de su trato con Norman Osborn e hicieron el suyo propio. Capucha ya descubre que su pandilla se ha rendido a Osborn. Hood y Madame Máscara llaman a Norman Osborn, quien pregunta por qué Hood no mantuvo a raya a su banda. Hood responde diciéndole a Norman Osborn que Loki lo está ayudando a recuperar sus poderes y le pregunta qué hacer con Jonas Harrow. Unos minutos más tarde en el Helicarrier, la pandilla de Capucha está esperando que llegue Harrow. La razón es que Hood le arranca la cabeza. Luego reprende a su pandilla por despreciar su generosidad. Demoledor responde diciéndole a Hood que no les dijo que estaban trabajando para Osborn. Hood le corrige que no quería que su pandilla estuviera bajo el control de Norman Osborn, por lo que en realidad son sus agentes independientes. Ahora, tienen que trabajar con Norman Osborn y hacer lo que dice. Tienen que matar a todos los que estuvieron involucrados en la fuga de Luke Cage, incluidos los Nuevos Vengadores. Sin embargo, Norman Osborn quiere a Spider-Man con vida.

### Asedio
Hood está presente en la Camarilla cuando Norman Osborn los reúne para hablar sobre Asgard. Cuando el Doctor Doom exige que Norman le lleve a Namor, Norman Osborn hace que el Doctor Doom sea atacado por un asaltante desconocido. Después del ataque, Osborn examina el cuerpo para ver que no es Doom, sino un pequeño enjambre de insectos robóticos dentro de un Doombot. Los insectos atacan a la Camarilla. Bajo la sugerencia de Loki, Capucha huye del ataque.
Hood revela las Piedras Norn a su Sindicato del Crimen y afirma que puede empoderarlos con la capacidad de encontrar a los Nuevos Vengadores y a los responsables de ayudar a escapar a Luke Cage. En Brooklyn, Steve Rogers y Bucky ven los restos de su casa segura compuesta. Luego, de repente, son atacados por un mejorado con magia asgardiana, Láser Viviente. Esto es notado por H.A.M.M.E.R. en fuerzas terrestres cercanas. Steve Rogers se mueve rápidamente para derribar a los soldados, dejando a Bucky para que se encargue del láser. Él usa el escudo para cortarle la cabeza, solo para ser atrapado por el Corruptor, quien usa sus productos químicos para tomar a Bucky bajo su control. Mientras tanto, en Manhattan, Spider-Man y Spider-Woman están colgados del costado de un edificio y ven a la Torre de los Vengadores en alerta máxima. Discuten la historia de Spider-Man con Osborn. En verdad, Spider-Man confiesa que está más enojado porque Osborn se ha abierto camino hacia el poder. Jura que cuando Osborn se equivoque y todos vean el maníaco que es, se le clavará la cara en el suelo. Su conversación se interrumpe cuando Spider-Man se da cuenta del reloj detector de extraterrestres de Spider-Woman, que le dio S.W.O.R.D., para detectar si es un Skrull. De vuelta en la casa segura en ruinas, Rogers se infiltra en su antiguo hogar para encontrar su escudo de energía. Lo usa justo a tiempo, cuando Bucky, controlado mentalmente, intenta dispararle. Encaramados en otro edificio están Grifo y Mandril. El primero confiesa que no quiere ir a la caza de recompensas por los Vengadores, pero teme obtener una recompensa por su cabeza. En ese momento, Mandril ve tanto a Spider-Man como a Spider-Woman. Su ataque activa el sentido arácnido del primero. Láser Viviente encuentra a Corruptor y exige que acaben con los héroes, pero este último se niega a hacerlo, hasta que su títere mata a Rogers. El propio Rogers insta a su propio amigo a luchar contra los productos químicos. Desafortunadamente, Bucky no puede hacerlo. Afortunadamente, la bala rebota en su escudo antes de rebotar en un mamparo directamente al dispositivo de Corruptor, liberando a Bucky de su control. Enojado, Láser Viviente se prepara para su ataque. De vuelta en Manhattan, Spider-Man está siendo arrojado por Grifo, antes de ser lanzado directamente al tráfico de abajo. Spider-Woman se ve afectada por las feromonas de Mandril, quien planea extraerle la ubicación de los Nuevos Vengadores antes de obligarla a suicidarse.
Al visitar la tumba de su hermano, Donyell está en conflicto si debería aceptar el trato que Norman Osborn y Hood le hicieron. Counter Force lleva la lucha al Campamento H.A.M.M.E.R. y termina luchando contra la banda de Capucha. Son derribados por el nuevo armamento asgardiano de Hood. Cuando llega Donyell, Capucha le da la oportunidad de probarse a sí mismo matando a Tigra. Capucha exige que Donyell mate a Tigra si quiere que su hermano reviva. En cambio, Donyell ataca a Hood y se le une Tigra mientras Capucha usa las Piedras Norn para empoderar a algunos de los cadetes de su lado. Robbie Baldwin evade a los guardias y logra que Batwing, Bengala y Butterball ayuden a la Resistencia de los Vengadores mientras también revela su identidad. Hood recibe una llamada de Norman Osborn solicitando su ayuda en Asgard, por lo que se va en un portal mientras los otros villanos continúan luchando. Cuando Capucha llega a Asgard, Taskmaster lucha contra el Capitán América y es derribado.
Spider-Man logra liberar a Spider-Woman del control de Mandril y derrotan a Mandril y Grifo. Mientras tanto, Luke Cage ayuda a Steve Rogers y al Capitán América a luchar contra Láser Viviente. Nick Fury y sus Secret Warriors llegan y se defienden de los agentes de H.A.M.M.E.R.. Al ver el ataque de Norman Osborn a Asgard, Steve Rogers hace que los Vengadores se reúnan para luchar contra los Vengadores Oscuros y los que están del lado de Norman Osborn.
Hood y su pandilla alcanzan a los Nuevos Vengadores en Asgard e intentan detenerlos. Más tarde, Capucha intenta atacar a Balder pensando que es un blanco fácil, pero Balder lo desvía con su espada. Loki termina recuperando las Piedras Norn de Capucha para empoderar a los Nuevos Vengadores, los Jóvenes Vengadores y los Secret Warriors con el poder de derrotar a Sentry (que está completamente poseído por el Vacío). Mientras los Vengadores Oscuros y aquellos que los ayudaron están siendo arrestados, Hood logra salirse con la suya con la ayuda de Madame Máscara. Hood es pesimista, sabiendo que su pandilla simplemente lo vendería. Sin embargo, Madame Máscara se niega a dejarlo bajar. Esto hace que Madame Máscara busque a su padre, el Conde Nefaria, para ayudar a Hood. Los Nuevos Vengadores capturan a John King y lo usan para rastrear a Capucha y Madame Máscara, y después de una batalla con Nefaria capturan a los villanos y los llevan a los cuatro a Maria Hill para arrestarlos.
Más tarde se ve a Hood retenido en un centro de detención sobrehumano clasificado siendo atacado por Tigra. Tigra deja a Robbins y dice que ha cambiado de opinión sobre cómo castigarlo cuando ve algo en el pasillo. Tigra sale de la habitación y permite que entren la esposa y el bebé de Robbins.

### Era heroica
En algún momento, Robbins escapa de la cárcel y, al mismo tiempo, alguien lo reemplaza en su celda, quien se sometió a una cirugía plástica para parecerse a él. Al quedarse con su primo, es atacado por Striker, Hazmat y Veil de la Academia Vengadores, en respuesta a la filtración en línea de la cinta del asalto de Hood a Tigra. Esto, junto con otros factores personales, le da el deseo de recuperar su poder y matar a cada uno de los Vengadores, sin importar en qué equipo estén. Mientras estaba en la isla de Ryker, Capucha se hizo amigo de una inhumana llamada Ertzia y descubre la ubicación de una de las Gemas del Infinito. Una vez fuera, Parker Robbins contrata a varias personas para que lo lleven a la antigua ubicación de la ciudad secreta inhumana, Attilan. Después de eliminarlos, localiza la Gema de la Realidad. Algún tiempo antes, los seis Illuminati localizan las gemas y cada miembro toma posesión de una para asegurarse de que nunca más vuelvan a caer en las manos equivocadas. Pero Black Bolt está muerto, y la familia real no sabía sobre la gema que había escondido cuando sacaron a los Inhumanos de la Tierra, por lo que quedó sin vigilancia. Usando la Gema de la Realidad, Hood la usa rápidamente para robar la Gema de Poder de Reed Richards. Su siguiente búsqueda lo lleva a un conflicto con Red Hulk y Los Vengadores. Más tarde, Capucha apunta a los otros miembros de los Illuminati por las otras Gemas del Infinito. En un momento posterior, Robbins usa la Gema de la Realidad para curar la cara de Madame Máscara.
Capucha usa las gemas roja (Poder) y amarilla (Realidad) para robar la gema púrpura (Espacio) de Iron Man, usándola para teletransportar a los Vengadores a un lugar desconocido, donde al entrar, se enfrenta a Thor y Red Hulk, Thor con la Gema Naranja (Tiempo). Durante el conflicto, Red Hulk logra robar la Gema de Poder de Hood. Mientras Uatu observa, Thor le implora a Hood que se rinda, para que no se suicide. Hood rechaza la oferta y se teletransporta a las ruinas de Mansión Xavier, donde Xavier lidera un equipo de Vengadores contra la Sala de Peligro para tratar de asegurar la Gema de la Mente. Sin esfuerzo, Hood obtiene la gema y se involucra en una batalla mental con Xavier, emergiendo triunfante. Luego se transporta al Plano Astral para obtener la Gema del Alma, pero se enfrenta a su portador, Thanos. En realidad, Thanos fue una de las ilusiones de Strange. Cuando eso no funcionó, Red Hulk, en posesión de la Gema de Poder, golpeó a Hood, y Capucha deseó que Iron Man desapareciera. Mientras esto sucedía, Iron Man reapareció más tarde con el Guantelete del Infinito, llamando a la Gema de la Realidad para que viniera al Guantelete. Mientras que Hood protestó diciendo que no había hecho nada que los otros superhumanos presentes no harían si hubieran perdido sus poderes, Iron Man y los otros héroes simplemente rechazaron sus palabras, usando el Guantelete del Infinito para enviar a Hood de vuelta a la cárcel.

### Los Illuminati
Como parte del evento All-New, All-Different Marvel, Hood forma otro grupo para ayudarlo a lograr sus objetivos de poder. Estableció numerosos villanos para que se unieran a sus Illuminati con el propósito de estar en las «grandes ligas» de súper villanos y, en última instancia, controlar el orden mundial. Para los Illuminati, reunió una Hormiga Negra reconstruida (un Life Model Decoy de Eric O'Grady creado por el padre), Encantadora, Pensador Loco, Bola de Trueno y Titania.
Durante la historia de Avengers: Standoff!, Hood y Titania se infiltran en Pleasant Hill cuando Barón Helmut Zemo y Fixer restauran los recuerdos de los reclusos allí y reclutan a Hombre Absorbente y Torbellino. Cuando Hood elabora planes para atacar a las familias de sus enemigos, Titania disgustada desafía su autoridad y destruye su capa durante la batalla resultante.

### Guerra de Kingpin
Más tarde, Hood encuentra otro juego de Piedras Norn y renueva sus planes para convertirse en el Kingpin del Crimen después de que Wilson Fisk se enderezara. Mientras compite contra Diamondback y Black Cat, Hood comienza su primer movimiento usando las Piedras Norn para revivir a Hammerhead después de que los hombres de Diamondback lo mataron. Cuando Diamondback fue derrotado por los Defensores, Hood se hizo cargo de sus áreas y planea volver a unir a su pandilla. Aunque los Defensores derrotaron a Hood con la ayuda de los otros superhéroes, Hood escapó.
Durante el arco de «Búsqueda de Tony Stark», Hood logró reunir a su pandilla con Respuesta, Armadillo, Hermanos Grimm, Centurius, Corruptor, Cutthroat, Crossfire, Deathwatch, Jigsaw, Láser Viviente, Razor Fist, Slug, Vermin, la Brigada de Demolición, y el hijo de Constrictor. Su primera misión fue tratar con el Doctor Doom, que se había vuelto recto.
Mientras la Brigada de Demolición lucha a través de todos los Doombots en Castillo Doom lo suficiente como para atraer al Doctor Doom en su armadura de Iron Man, Demoledor se apodera de él. Después de que Doctor Doom derrota a Demoledor y Bola de Trueno, Hood llega con su pandilla y lo desequilibra con sus balas. Con el Doctor Doom derrotado en el suelo, Capucha le indica a su pandilla que busque en todo el Castillo Doom para encontrar sus secretos. Con el Doctor Doom tirado en el suelo, Rampage y Shockwave le quitan la capa y lo sujetan por los brazos. Mientras Demoledor trabaja para abrir la armadura, Capucha intenta obtener respuestas del Doctor Doom sobre sus conexiones con Tony Stark. Cuando Demoledor abre la armadura, Victor von Doom desaparece en una luz brillante. Hood sospecha que el Doctor Doom y Tony Stark están conectados y planea obtener la riqueza del Doctor Doom buscando a Tony Stark. Mientras piensa que Victor von Doom tiene una conexión con Tony Stark, Capucha se acerca al C.C.O interino de Industrias Stark. Eric Lynch. Sabiendo que Lynch quiere hacerse cargo de la empresa y considerándose un mercenario, Hood afirma que van a ser buenos amigos. Capucha trabaja para obligar a Lynch a que le entregue su parte de Industrias Stark. Antes de que eso suceda, Iron Man, Victor von Doom, una máquina de guerra reiniciada y un batallón de Doombots llegan donde atacan a Hood y su banda. Durante la pelea de Capucha con el Doctor Doom, el demonio no identificado con el que está asociado Hood amenaza con tomar represalias si Hood resulta dañado. El demonio usa a Hood para agarrar la cara expuesta de Víctor y la quema.

### Aventuras Modernas
Después de un intento fallido de chantajear a Greg «Foolkiller» Salinger como parte de un plan más amplio para restablecer su imperio criminal, se supone que Hood es asesinado por Punisher.
Hood reaparece en la serie Hawkeye: Freefall negando su muerte previamente asumida a manos de Punisher. Se muestra que es ayudado por matones menores y lucha contra Hawkeye.
Durante la historia de «Más allá», Hood buscaba reconstruir su imperio una vez más. Para hacer eso, necesita algo que le fue arrebatado durante 'Hawkeye: Freefall'. El planea extorsionar a Black Cat y reanudar sus maquinaciones criminales.

## Poderes y habilidades

### Instalaciones actuales
The Hood tiene talento con las armas de fuego y varios métodos de empresa criminal. Tiene acceso a tecnologías duales de HYDRA/A.I.M.. Robbins parece conservar cierto conocimiento de la oculto, habiendo restablecido sus habilidades mágicas a través de un contrato con otro demonio.
También retuvo una capa mágica, junto con algunas habilidades místicas, como teletransporte e invisibilidad. También tiene la capacidad de canalizar magia a través de su pistolas; sin embargo, solo los usa como foco. Esto se demuestra cuando le dijo a un equipo de héroes que había luchado que las pistolas eran simplemente para mostrar, momento en el que hizo un gesto de apuntar con los dedos y voló el piso de su ático.
De alguna manera, también había recuperado el acceso a las Piedras Norn, ya que usó una para resucitar a Hammerhead después de que le dispararan fatalmente en el cráneo usando armas desconocidas.

### Poderes anteriores relacionados con Dormammu
Las botas místicas y la capa que usa Parker le otorgan habilidades sobrehumanas. Cuando usa las botas, Hood puede caminar en el aire. Mientras usa la capa y contiene la respiración, se vuelve invisible.
Robbins también descubre que puede usar la capa para ver más allá de la ilusión que protege la sede del Doctor Strange. Durante la Invasión Skrull, se revela que Parker puede detectar Skrulls usando un disfraz mejorado que engaña incluso al Doctor Strange y al Profesor X.
Robbins también tiene la capacidad de transformarse demoníacamente cuando está bajo presión, ganando fuerza física y velocidad para igualar a Wolverine en combate uno contra uno. En esta forma de demonio, su voz cambia y puede brotar púas de sus manos. Al menos una vez, esto le permite a Robbins disparar energía eléctrica desde sus manos. Según el Doctor Strange, los poderes de Robbins eventualmente lo matarán cuando Nisanti consuma su mente, cuerpo y alma. Se reveló que los poderes místicos de Hood provienen de Dormammu, lo que incluso le permite resucitar a los muertos.
Un exorcismo reciente parece haberle quitado la capucha a Robbins junto con sus habilidades místicas.

### Uso anterior de las Piedras Norn
Con la ayuda de Loki, Hood adquirió las Piedras de Norn. Según Loki, tienen el poder de convertirlo en lo que quiera ser. Parker los ha usado para reforzar sus armas y obtener poderes para replicar los que le dio Dormammu. También se ha demostrado que potencian a quien él desee. La eliminación de estos poderes parece causar daño a aquellos que han sido empoderados. Las Piedras Norn también muestran la habilidad, similar al Martillo de Thor, imposible de levantar por nadie que no sea el portador elegido. Hood perdió los poderes de las Piedras Norn cuando Loki volvió a tomar posesión de ellas para empoderar a los héroes en su ataque contra el Sentry.

### Poderes anteriores de la Gema del Infinito
Hood había demostrado varias habilidades mediante el uso de las Gemas del Infinito.
- La Gema Amarilla de la Realidad le permitió cumplir sus deseos al distorsionar la realidad (como convertir el piso del Edificio Baxter en agua para despachar a Thing y curar las cicatrices faciales de Madame Masque) a sus caprichos.
- La Gema Azul de la Mente lo dotó de vastos poderes psíquicos, dándole suficiente telepatía para vencer al Profesor X en un combate mental.
- La Gema Púrpura del Espacio le permitió existir a voluntad en cualquier lugar, o en todos los lugares, y teletransportar personas u objetos a lugares de todo el universo, como se ve cuando se teletransporta a una playa junto al océano.
- La gema roja del poder anteriormente le dio acceso a todas las formas de energía y poder, que se pueden canalizar a través de su cuerpo para proporcionar suficiente físico sobrehumano para someter fácilmente a Red Hulk con sus puños.
- También usó las gemas que tiene para detectar la ubicación de otras Gemas del Infinito.

Mientras observaba las acciones de Hood, Uatu el Vigilante notó que la habilidad de Hood para usar las Gemas, aunque impresionante, todavía era limitada porque simplemente pensó en usar las Gemas para mejorar su propia habilidad. poder en lugar de pensar realmente en lo que podría hacer con ellos, hasta el punto de enfrentarse a sus enemigos en un combate directo cuando simplemente podría eliminarlos de la existencia.

## Miembros del Sindicato del Crimen de Hood
El mismo Hood ha respondido a la entidad mística Dormammu o a los Asgardianos Loki. Entre los miembros del Sindicato del Crimen de Hood (clasificados en partes del Sindicato del Crimen) están:
| Rol                      | Personajes |
| ------------------------ | --- |
| Científicos              | - Respuesta (Aaron Nicholson) - Centurio - Químico (Calvin Carr) - Controlador - Doctor Demonicus - Jonas Harrow - Microchip - Bola de Trueno (de la Brigada de Demolición) - Mago |
| Mentes criminales        | - Capucha carmesí - Fuego cruzado - Deathwatch - Puzzle - Madame Máscara - Merodeador enmascarado - Alboroto - Slug - Demoledor (de la Brigada de Demolición) |
| Elementales              | - Ciclón (André Gerard) - Hydro-Man - Vapor (de los U-Foes) |
| Manipuladores de energía | - Basilisco (Basil Elks) - Blackout (Marcus Daniels) - Electro - Firebrand (Gary Gilbert) - Gravitón - Maestro de la luz - Láser Viviente - Megatak - Nitro - Quemador - Shocker - Insolación - Vector (de los U-Foes) - X-Ray (de los U-Foes)                                                                                       |
| Magos                    | - Black Talon (Samuel Barone) - Hermanos Grimm (Percy y Barton Grimes; de Night Shift) - Centurioso |
| Manipuladores mentales   | - Black Abbott - Corruptor - Dansen Macabre (de Night Shift) - Mandrill - Mentallo - Mind-Wave - Hombre de milagros - Espejismo (Desmond Charne) - Mister Fear (Alan Fagan) - Hombre Púrpura - Espantapájaros - Wraith (Brian DeWolff)                                                                                               |
| Hombre fuerte            | - Armadillo - Hermanos Sangre - Cruzado (Arthur Blackwood) - Digger (Roderick Krupp; de Night Shift) - Gárgola Gris - Grifo - Grizzly (Maxwell Markham) - Ironclad (de los U-Foes) - Lascivo - Letha - Mister Hyde - Ox (de los Enforcers) - Tiburón Tigre - Lápida - Brigada de Demolición - Bulldozer - Martinete                  |
| Velocistas               | - Blue Streak (Don Thompson) - Guepardo - Speed Demon |
| Espías o asesinos        | - Blackout (versión medio demonio) - Bloodshed - Cañonero - Cutthroat - Death Adder (Roland Burroughs) - Deathlok (Luther Manning) - Foolkiller (Kurt Gerhardt) - Knickknack - Needle (de Night Shift) - Razor Fist (William Scott) - Shockwave - Mancha (un lunar para Mister Negative) - Vermin - Dragón Blanco II - Conejo Blanco |
| Otros                    | - Hombre pájaro (Achille DiBacco) - Constrictor II - Payaso II - Enforcers - Fancy Dan - Montana - Hijacker - Cañón Humano - Mosca humana (Richard Deacon) - John King - Hombre-Pez - Night Shift - Tatterdemalion - Calamar (Don Callahan) - Turk Barrett - Turner D. Century                                                       |

En particular, algunos de los miembros de este sindicato se convierten más tarde en miembros de los 11 de MODOK, incluidos Mentallo y Láser Viviente, quienes se cree que murieron en acción mientras estaban en ese equipo. Dentro de esa serie, una pequeña cantidad de la influencia de Hood se muestra en el Hombre Púrpura usando el dinero que le han dado, junto con sus poderes, para hacerse cargo de un gran casino, donde intenta someter a Mentallo, posiblemente en nombre de Hood. Desde el final de la serie, Láser Viviente se ha convertido en un ser de energía más complejo (aunque más tarde se une a la Iniciativa, que ahora es en su mayoría solo una extensión de la Pandilla de Hood haciéndose pasar por héroes). Armadillo parte de la supervillanía para ayudar a Nightshade a limpiar el nombre de su amigo, el Puma.

## Recepción
- En 2020, CBR.com clasificó a Capucha en el tercer lugar en su lista «Marvel: 10 villanos famosos de la década de 2000 para traer de vuelta».[86]

## Otras versiones

### Casa de M: Maestros del mal
En la realidad de House of M, Hood reúne a un grupo de villanos para formar los Maestros del Mal en desafío a Magneto. Se compone de Hombre Absorbente, Batroc el saltador, Blizzard, Chemistro, Cobra, Constrictor, Crossbones, Madame Máscara, Mister Hyde, Nitro, Hombre de Arena, Titania, Mago y la Brigada de Demolición (Bulldozer, Martinete, Bola de Trueno y Demoledor). Hood y sus Maestros del Mal luego luchan contra la Guardia Roja. Capucha le dice al resto de los Maestros del Mal que irán al país centroamericano de Santo Rico para «liberarlo». Después de sacar a El Toro (el ex dictador) de su miseria, Capucha logra matar a los dictadores actuales Madison Jeffries y Lionel Jeffries (quienes lograron matar a Bulldozer y Piledriver) antes de apoderarse de Santo Rico. El pasado villano de Hood (y los equipos) es revelado por Magneto y Sebastian Shaw, lo que hace que la mitad del equipo (compuesto por Cobra, Crossbones, Mister Hyde, Chemistro, Mago y Bola de Trueno) abandone Santo Rico, mientras que los miembros restantes se unen. Hood para oponerse a la acción de House of M. La Guardia Roja es enviada allí y masacra a Hood y a los villanos restantes de su grupo (excepto Titania, que es arrojada a un lugar seguro por Hombre Absorbente). En esta realidad, el demonio del que derivan los poderes de Hood no se parece a Dormammu.

## Ediciones Recopiladas
| Título                      | Material Recolectado      | Fecha de publicación | ISBN       |
| --------------------------- | ------------------------- | -------------------- | ---------- |
| The Hood: Blood from Stones | The Hood #1–6             | 1 de agosto de 2007  | 0785128182 |
| Dark Reign: The Hood        | Dark Reign: The Hood #1–5 | 6 de enero de 2010   | 0785141634 |

## En otros medios

### Televisión
- Hood aparece en Marvel Future Avengers, con la voz de Masakazu Nishida en la versión japonesa y Todd Haberkorn en el doblaje en inglés.[91]
- The Hood aparece en series de televisión ambientadas en el Universo cinematográfico de Marvel (UCM):
  - Una versión original de Hood, con temática fronteriza estadounidense, aparece en el episodio de What If...? (2024), "What If... 1872?", con la voz de un actor no acreditado. Esta versión es el resultado de individuos corrompidos por una capa con capucha sensible, con un hombre no identificado y Xu Xialing (con la voz de Meng'er Zhang).[92]
  - The Hood aparece en Ironheart (2025), interpretado por Anthony Ramos.[93]Esta versión es el líder de una pandilla callejera de Chicago que luce tatuajes en la espalda y el hombro, que le permite acceder a las artes oscuras y la magia.

### Videojuegos
- Hood aparece en Marvel: Avengers Alliance.
- Hood aparece en Marvel Heroes, con la voz de David Boat.[91]
- Hood aparece en Marvel Puzzle Quest.
- Hood aparece como un personaje jugable en Marvel Contest of Champions.[94]
- Hood aparece en Marvel Snap.